# Svjetsko prvenstvo u nogometu za žene – Njemačka 2011.
Svjetsko prvenstvo u nogometu za žene 2011. održalo se od 26. lipnja do 17. srpnja 2011. u Njemačkoj.

## Sudionice
| Grupa A   | Grupa B     | Grupa C   | Grupa D            |
| --------- | ----------- | --------- | ------------------ |
| Njemačka  | Japan       | SAD       | Brazil             |
| Kanada    | Novi Zeland | Kanada    | Australija         |
| Nigerija  | Meksiko     | Kolumbija | Norveška           |
| Francuska | Engleska    | Švedska   | Ekvatorska Gvineja |

## Konačni poredak
| Japan    |
| Njemačka |
| Švedska  |